# Torrent Pharmaceuticals
Pour les articles homonymes, voir Torrent.
Torrent Pharmaceuticals est une entreprise pharmaceutique indienne.

## Histoire
En 2014, Torrent Pharmaceuticals acquiert Elder Pharma pour 20 millions de roupies.
En novembre 2017, Torrent Pharmaceuticals annonce l'acquisition d'Unichem Labs, une entreprise pharmaceutique indienne ayant 3 000 employés et 120 marques, pour 558 millions de dollars.